# Ким Чжи Ун
Ким Чжи Ун (кор. 김지운, род. 27 мая 1964 года) — южнокорейский кинорежиссёр и сценарист. Один из ведущих современных режиссёров Кореи.

## Биография
Ким Чжи Ун родился 27 мая 1964 года в Сеуле. Прежде чем снять свой первый фильм «Тихая семья» (1998 год), Ким долгое время работал актёром и режиссёром в театре. Он сам написал сценарий (как и в следующих работах), после чего «Тихая семья» получила приз за лучший фильм на фестивале Fantasporto в Португалии. Следующей значимой работой в карьере режиссёра стал триллер «История двух сестёр» (2003 год), собравший многочисленные награды в Корее и на кинофестивалях. Затем последовал фильм-неонуар «Горечь и сладость» (2005 год) и комедийный вестерн «Хороший, плохой, долбанутый» (2008 год), собравший более 40 миллионов долларов в мире.
В 2010 году на экраны вышел фильм «Я видел дьявола» с Ли Бён Хоном и Чхве Мин Сиком в главных ролях.
В 2013 году вышел боевик «Возвращение героя» — режиссёрский дебют Ким Чжи Уна в Голливуде, в главной роли Арнольд Шварценеггер.

## Фильмография
| Год  |     | Русское название                    | Оригинальное название               | Роль                                         |
| ---- | --- | ----------------------------------- | ----------------------------------- | -------------------------------------------- |
| 1998 | ф   | Тихая семья                         | Choyonghan kajok                    | режиссёр, сценарист                          |
| 2000 | ф   | Грязный король                      | Banchikwang                         | режиссёр, сценарист                          |
| 2001 | кор | Выход                               | Coming Out                          | режиссёр, сценарист                          |
| 2002 | кор | Три                                 | Saam gaang                          | режиссёр, сценарист, (эпизод «Воспоминания») |
| 2003 | ф   | История двух сестёр                 | Janghwa, Hongryeon                  | режиссёр, сценарист                          |
| 2005 | ф   | Горечь и сладость                   | Dalkomhan insaeng                   | режиссёр, сценарист                          |
| 2008 | ф   | Хороший, плохой, долбанутый         | Joheunnom nabbeunnom isanghannom    | режиссёр, сценарист                          |
| 2010 | ф   | Я видел дьявола                     | Akmareul boatda                     | режиссёр                                     |
| 2011 | кор | 60 Seconds of Solitude in Year Zero | 60 Seconds of Solitude in Year Zero | режиссёр                                     |
| 2012 | кор | «Книга судного дня»                 | Doomsday Book                       | режиссёр, (эпизод «Небесные существа»)       |
| 2013 | ф   | Возвращение героя                   | The Last Stand                      | режиссёр                                     |
| 2013 | кор | Любовь на камень-ножницы-бумага     | One Perfect Day                     | режиссёр, сценарист                          |
| 2013 | кор | Икс                                 | The X                               | режиссёр, сценарист                          |
| 2016 | ф   | Секретный агент                     | The Age of Shadows                  | режиссёр, сценарист                          |
| 2018 | ф   | Инлан: Волчья бригада               | Illang: The Wolf Brigade            | режиссёр, сценарист                          |
| 2023 | ф   | В паутине                           | 거미집                              | режиссёр, сценарист                          |

## Награды
- 1998 — Номинация на «Лучший фильм» (Тихая семья) на Международном кинофестивале в Каталонии
- 2000 — Награда «Лучшему режиссёру» и «Лучшему фильму» (Тихая семья) на Málaga International Week of Fantastic Cinema
- 2001 — Награда «Лучшему режиссёру» (Грязный король) на Международном кинофестивале в Милане
- 2003 — Награда «Лучшему фильму» (История двух сестёр) на Screamfest Horror Film Festival
- 2004 — Награда «Лучшему режиссёру» и «Лучшему фантастическому фильму» (История двух сестёр) на Кинофестивале «Фанташпорту»
- 2005 — Номинация на «Лучший фильм» (Горько-сладкая жизнь) на Международном кинофестивале в Каталонии
- 2008 — Награда «Лучшему режиссёру» (Хороший, плохой, долбанутый) на Международном кинофестивале в Каталонии
- 2011 — Награда «Лучшему режиссёру» и «Лучшему фильму» (Я видел дьявола) на Кинофестивале «Фанташпорту»

Перечень наград и номинаций — на сайте IMDB.